# Marcus Sahlman
Marcus Sahlman (Umeå, 2 de enero de 1985) es un exfutbolista sueco que jugaba de portero.

## Selección nacional
Fue internacional con la selección de fútbol de Suecia Sub-21.

## Clubes
| Club           | País    | Año       |
| -------------- | ------- | --------- |
| Halmstads BK   | Suecia  | 2003-2007 |
| Trelleborgs FF | Suecia  | 2007      |
| Halmstads BK   | Suecia  | 2008      |
| Trelleborgs FF | Suecia  | 2008      |
| Tromsø IL      | Noruega | 2009-2014 |